# Bogoródskoie (Saràtov)
|  | Per a altres significats, vegeu «Bogoródskoie». |

Bogoródskoie (en rus: Богородское) és un poble de l'óblast de Saràtov, a Rússia, segons el cens del 2010 tenia 264 habitants. Pertany al districte municipal de Volsk.